# JW-10
JW-10（ジェイダブリュー・テン）は、1978年（昭和53年）9月26日に日本で東京芝浦電気（以下、東芝）が発表し、翌年2月に出荷開始した世界初の日本語ワードプロセッサである。「TOSWORD JW-10」という表記がなされることもあるが、JW-10の段階ではまだ「TOSWORD」の愛称をもたなかった。東芝製の業務用ワープロに「TOSWORD」の愛称が冠せられたのは後年である。

## 概要
価格は630万円、重さは220kg。片袖机ほどの大きさの筐体に、キーボード、ブラウン管、10MBのハードディスク、8インチフロッピーディスクドライブ、プリンターが収められている。開発当初は普及を疑問視する声もあったが、JW-10の開発によって培われたかな漢字変換の技術は、日本語入力システムの全てにおいて当然のように使用されるようになり、東南アジアの諸言語のワードプロセッサの開発にも応用されている。第6回データショウにてJW-10が発表された9月26日は、日本記念日協会より「ワープロの日」として制定されていた。

## 開発
1971年、東芝・総合研究所の森健一は通商産業省の機械翻訳プロジェクトでコンピュータによる言語処理に携わっていた。コンピュータに日本語の文を英語へ翻訳させるにあたって、まず日本語の文法を解析する必要があった。なるべく多くの例文を手に入れるため、森たちは多くの文献を持つ新聞社や役所に出向いた。彼らはそこで自動翻訳装置よりも日本語の文書作成装置に需要があることに気付いた。
森は新聞記者と雑談する中で「欧米の新聞記者に比べて、日本の記者は記事を書くのが遅い」ことが話題になった。これをきっかけに、紙より速く書けて、内容を遠隔に伝送でき、かつ将来的に携帯型にできるような日本語ワードプロセッサを作ろうと思い立った。
日本語ワードプロセッサの最大の問題は、漢字の入力方法だった。すでに1915年には、杉本京太が邦文タイプライターを開発していた。しかしこのタイプライターの入力方式は、広い板の上に一つ一つ配置された漢字を選択するというものであり、使いこなすには大変な熟練を必要とした。また、その入力速度は腕を動かす速さに制限され、手で書くより速くならないことが分かった。漢字の偏と読みを指定し、出てきた同音の漢字から目的の字を選択する「音訓方式」も考案されたが、これも入力速度が遅いため採用されなかった。
1970年代の日本語ワードプロセッサの研究開発は、森の所属していた東芝のほか、沖電気、NEC、シャープなど各社でも行われていた。この頃に主流となった研究モデルは、かな漢字変換ではなく、連想式と呼ばれる方式であった。この方式はかな文字を2つ入力すると漢字に直接変換する方法で、変換に特殊な処理を必要としない。そのためワードプロセッサの漢字入力方法として最有力視されていた。しかしこの方式では、変換できる漢字の数がキーボードの組合せの数までしか割り当てることしかできない。また、一つの漢字に対する変換方式をいちいち覚えていかなければならないため、修得するには大変な努力が必要となる等の欠点がある。
森は「誰でも」入力できることを念頭において、あえて主流である連想式ではなく、かな漢字変換方式を採用した。しかしながら当時、かな漢字変換の研究は一部の学者のみが行っているという程度であり、参考となる資料もほとんどなかった。当時の九州大学工学部の教授である栗原俊彦はこの研究を行っていたが、彼は沖電気と共同でこの研究を行っており、森が協力を得ることはできなかった。そこで、森は九州大学工学部出身の新入社員である河田勉を、当時京都大学助教授だった長尾真のもとへ1年間国内留学（研究生）させた。長尾はコンピュータによる日本語の構文解析の研究を行っており、河田にはそこで形態素解析の研究を行なわせた。また森自身も、かな変換用の辞書を造るために日本語の文法を徹底的に勉強し、計量国語学会にまで入った。このとき河田は、京都大学で文字認識の研究をしていた大学院生の天野真家と出会う。天野は河田から東芝にくるように誘いを受け、研究メンバーの一人として迎えられた。
このようにして研究メンバーが増えたが、研究はしばらくの間、アンダー・ザ・テーブル（正式な研究になるまでの探索過程の非公式な研究）で行われた。最初の頃は森が全体の管理を行い、河田が形態素解析のプログラムを開発し、天野がそれを用いて意味・文法解析アルゴリズム全体の設計を行っていた。しかし文法論が充実するにつれ、だんだんと2人でのプログラミングでは足りなくなってきた。そこで森の紹介により、新たな研究メンバーとしてプログラマーの武田公人が加わり、主に固有名詞の処理プログラムを担当した。
森は辞書の開発にあたって数冊の国語辞典から一般名詞を抽出した。しかし、実際に文章を作成するにあたって国語辞典に載っていない単語が続出することが判明した。これらを探すにあたって、高校の教科書、和英辞典、事務文書規範、用語用例集、同音異義語辞典を参考に、頻出する単語を抽出した。人名については森の知り合いの保険会社に協力を要請し、契約者のデータから姓と名をそれぞれ上位3000件ずつ抽出した情報を入手した。最終的には8万語を選び、読みに対応する熟語や文法の情報を専門のオペレーターがパンチカードでコンピュータに入力した。漢字フォントの製作は専門のデザイナーに依頼。1週間につくれる字形は100字程度ということもあって、辞書とフォントの開発に3年以上を費やした。
プリンタは東芝に漢字を印刷できる高性能なものがなかったため、東芝タンガロイに印字ピンの製作から依頼した。
1976年3月、かな漢字変換プログラムと単語辞書が形になったため、研究チームは大型コンピュータにて漢字変換の精度や必要な校正機能を調査するシミュレーション実験を行った。この作業は、キーボードでのローマ字入力をそのまま紙テープに出力した後、計算機室のコンピュータに紙テープでデータを入力し、処理結果が収められた磁気テープを研究室に持ち帰って漢字プリンタで印刷するという、バッチ処理によるものであった。
1976年4月、かな漢字変換の有効性に対してある程度の妥当性がでてきたところで、研究チームは「日本語処理の研究」に関する研究企画書を提出。研究所の正式な研究テーマになり、チームを3人から10人に増員して本格的な研究が始まった。バッチ処理では実験から結果を得るまでのサイクルに時間が掛かるため、まずミニコンピュータを使った日本語ワードプロセッサの試作機を製作し、1977年3月に完成させた。これによって、キーボード、ディスプレイ、プリンタを部屋内の一つのシステムに収めることができた。
1977年11月より、全社をかけて商用化に向けた本格的な開発が始まった。JW-10の回路設計と製造はコンピュータ事業を手がけていた青梅工場が担当することになった。青梅工場電算機設計部の技術者によって、キーボードやディスプレイの動作確認を行うためのハードウェアが作成された。情報システム研究所と協力し、このハードウェア上でJW-10のオペレーティングシステムや、かな漢字変換の一部、エディタなどほぼ全ソフトウェアが開発された。天野は仕様書も流れ図も持たず、頭の中にあったアイディアを直接キーボードで打ち込んでいた。オフィスコンピュータ部門でディスプレイやプリンタの開発が進められ、半導体事業部でワンチップCPUや漢字ROMが開発された。

### かな漢字変換

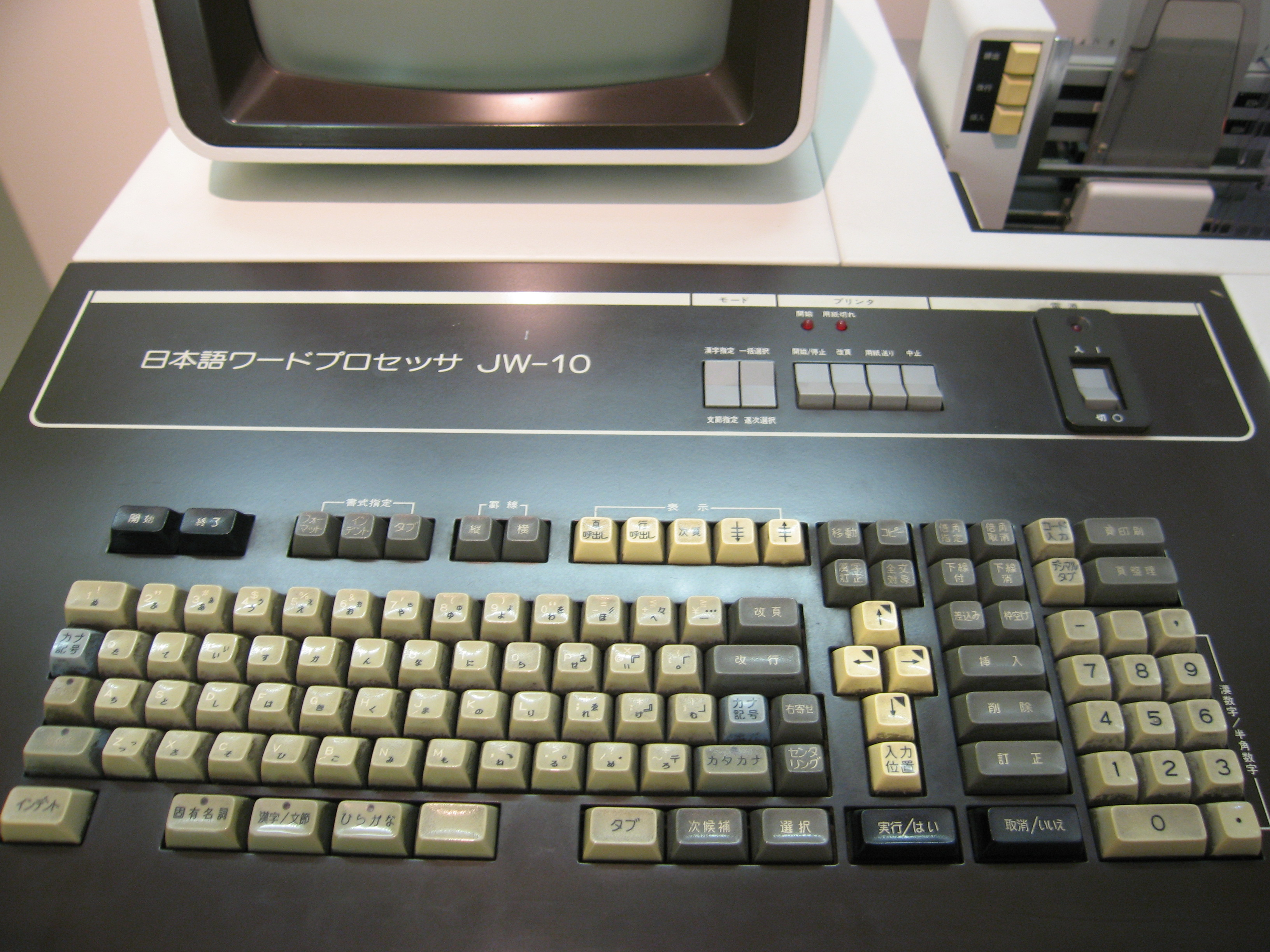
JW-10キーボード部分

JW-10のかな漢字変換部は2層になっている。基本的には、ごくオーソドックスな現代日本語文法のベースである学校文法（橋本文法）が規定しているような、「自立語 + 付属語の0個以上の繰返し」という文節のつらなったものとして入力を扱おうとするわけであるが（入力途中では文の全体があるわけではないから、通常の文から構文木を構築するいわゆる構文解析は、かな漢字変換では不可能である）、それだけでは「第32回情報処理学会全国大会で」のような、特に固有名詞の場合に深刻であるが、「語」として辞書に登録するのは非現実的な自立語が現実の文章には続出する。そこで、その下の第1層と考えられる部分として、そのような語（言語学では複合語と呼んでいる）の合成を扱うことで実用的な、かな漢字変換を実現した。以上の手法の基本的な部分はその後の多くのかな漢字変換システムが踏襲したところであるが、JW-10の第1層では「局所意味処理」と呼んでいる手法を考案・実装し精度を上げている。
漢字変換における最大の課題は同音異義語の選択であった。この解決には文章の前後関係を利用して変換文字を決定する方法と、使用頻度を元に判定する方法がとられた。使用頻度の判定には、全体の使用頻度と、最も直前に使用された漢字の頻度分布の2種類を使用した。森は「この着想が得られなかったら日本語ワードプロセッサは実用にならなかったかも知れない」とまで後に語っている。
かな漢字変換で使用する辞書には、当時にしては大容量の10メガバイトのハードディスクを搭載した。最大で8万語まで単語の登録が可能であり、頻度情報は使用者別に管理を行っていた。辞書に登録されていた普通単語は 5万4千語、固有名詞が8千語であった。またこの標準登録語以外にも、ユーザが自分で単語を登録することができた。
JW-10の変換方法は、現在のような文章から文節を自動で判別する方法ではなく、文節を手動で入力する方法である。
JW-10 のかな漢字変換には2種類の方式があり、一つは「文節指定入力」もう一つは「漢字指定入力」である。このモードはキーボードの右上にあるトグルスイッチで切り替えることが可能である。
文節指定入力は、各文節ごとにユーザーが文節ボタンを押すことで、日本語の文節を決定する方法である。一方漢字指定入力は、漢字変換したい部分の前に漢字キーを押し、漢字変換しない部分の直前にかなキーを押して変換箇所を選択する方法である。例として「今日は良い天気です」という文章を変換する場合
（文節指定入力）: キョウハ [文節] ヨイ [文節] テンキデス
（漢字指定入力）: [漢字] キョウ [かな] ハ [漢字] ヨ [かな] イ [漢字] テンキ [かな] デス
というふうに入力する。
変換方式にも2種類あり、文節入力あるいは漢字入力ごとに逐次変換する「逐次選択」モードと、文章を打ち終わってから一気に変換する「一括選択」モードがあった。また同音異義語等で機械では確定できないような場合は、その箇所が点滅し、正しい文字を選択・決定するという方法がとられた。

### エディタ
エディタとは、校正・編集を行う機能部分を指す。1970年代、エディタといえばプログラムを書く「ラインエディタ」だった。これは、電動タイプライターに計算機用のインタフェースをつないだ「テレタイプ」でプログラムを1行ずつ入力し紙に打ち出す、というものである。モニタを使用したスクリーンエディタはまだ一般には使われていなかった。
JW-10のエディタは天野が中心となって開発し、以下の設計原理で開発を行った。
1. 統一された原理で操作できること
2. 思考を中断させないこと

このうち前者は、全ての操作の順序を、まず「位置・範囲の指定」、次に「校正操作」という順で統一することで実現した。後者に関しては「同音語の決定」を使用者が好きなときに行えるようにし、タイプごとにいちいち決定しなくてもよいように作られた。打ちこみ続けても、JW-10の内部では同音語の全候補を保持したまま、画面上では最初の候補のみが点滅して表示されるので、そのままタイプを続けることができる。しかしコンピュータ上の制限により、文書用のバッファはそれほど大きくとれなかった。多量の同音語の候補を保持すると、文書をハードディスクに待避させる、という仮想メモリにおけるスワップと同じ現象がおきた。そのため「思考を中断させないこと」については、技術上の制限により、完全な形での実現はできなかった。

### ハードウェア
1980年代の普及型ビジネスパソコンでは、16×16ドットフォントを使用して横40字×縦25行を表示するディスプレイが一般的であったが、JW-10ではディスプレイやプリンターへの出力に24×24ドットフォントが使用された。これは、16×16ドットでは字画の多い漢字を正確に表現するのが難しく、契約書や申請書の作成に適していないと考えられたためであった。プリンターは公文書の用途を考慮して保存性と耐改ざん性、また、商取引文書で使用される複写用紙への印刷を考慮して、ドットインパクト方式が採用された。ディスプレイは長時間使用に配慮して、見やすい24×24ドットフォントが使用された。当時は高解像度のディスプレイが高価であったことから、JW-10はコストとのバランスを考慮して横32字×縦14行しか表示する能力がなかった。この点は1980年発売のJW-10モデル2で改善された。

## 評価その他
表彰
- 社団法人情報処理学会は、JW-10に搭載された優れた日本語入力方式を普及させた功績を讃えて天野真家を筆頭に森健一や河田勉を平成14年度業績賞として表彰した[26]。
- IEEEは、JW-10を「日本語のための最初のワードプロセッサ」としてIEEEマイルストーンに認定した[27]。

- JW-10タイプ2の問題
- コンピュータ史上における位置付け
- 日本語入力システム

### 開発者のその後
- 天野真家（湘南工科大学工学部情報工学科教授）

2007年12月、退職時に日本語ワープロ開発の業績に対する栄誉が人事的に付けられないことを受け東芝を提訴する。2011年4月8日に643万円の支払いを命じる一審判決が下される。
- 森健一（東芝テック相談役・東京理科大学大学院総合科学技術経営研究教授・科学技術振興機構研究主監・2006年文化功労者）

## 関連書籍・参考文献など

### 論文
- 天野真家・森健一「漢字・日本語処理技術の発展：日本語ワードプロセッサの誕生とその歴史」『情報処理』43巻11号、情報処理学会、2002年11月。（PDF版、閲覧：2007年11月17日。）
- 天野真家「車上技術史－－言葉との闘い 開発者自身による 日本語ワードプロセッサ JW-10 開発全物語」（閲覧：2007年11月17日。）

### 書籍
- 森健一・八木橋利昭『日本語ワープロの誕生』丸善、1989年。(ISBN 978-4-621-03387-6)
- NHK「プロジェクトX」制作班編『プロジェクトX　挑戦者たち　第16巻　開拓者精神、市場を制す　運命の最終テスト』NHK出版、2003年1月25日。(ISBN 978-4-14-080718-7)
- 情報処理学会歴史特別委員会編『日本のコンピュータ史』オーム社、2010年10月28日。(ISBN 978-4274209338)

### インタビュー・レポート
- 古瀬幸広「ワープロ一号機に賭けた男の戦争」『新潮45』1992年12月号、新潮社、1992年。（PDF版、閲覧：2007年11月26日。）
- 白神貴司（ASCII24報道局）「日本語ワープロ開発の極秘メモを暴露!?----立教大学・産業関係研究所シンポジウムから」ASCII24、1999年1月8日。
- 太田和親 (2001年10月30日). “日本語ワープロを開発した森健一さん”. Library.   信州大学附属図書館 繊維学部分館. 2007年9月22日時点のオリジナルよりアーカイブ。2022年1月7日閲覧。
- 山田久美「初代日本語ワープロを開発、今もワープロを使う大学院教授」 - ウェイバックマシン（2015年9月24日アーカイブ分）、マイナビニュース、2005年2月17日。（閲覧：2018年4月7日。）
- 吉野あかね (text&photo) 「東芝科学館 - この人に会いたい 第5回 プロジェクトX主人公が語る 明るい未来を拓く術」[リンク切れ]　東芝科学館、2006年。（閲覧：2007年11月28日。）

### 紹介文
- 村上陽一郎・西澤潤一・杉山滋郎（監修）「日本の科学者・技術者100人 - 森健一」[リンク切れ] 二戸市シビックセンター・田中舘愛橘記念科学館。（閲覧：2007年11月17日。）
- 情報処理学会「コンピュータ博物館：日本のコンピュータ：日本語ワードプロセッサ：東芝：JW-10」　情報処理学会。

### DVD
- 国井雅比古・膳場貴子（出演）『プロジェクトX〜挑戦者たち〜 第VI期 運命の最終テスト〜ワープロ・日本語に挑んだ若者たち〜』NHKソフトウェア、2003年9月26日。(NSDS-7170)